# Danny Ongais
Daniel Ezekiel Ongais, detto Danny (Kahului, 21 maggio 1942 – Anaheim Hills, 26 febbraio 2022), è stato un pilota automobilistico statunitense.
Era soprannominato Danny "On the gas" per il suo coraggio al volante delle auto da corsa.

## Carriera

### Le formule minori
Inizia la sua avventura con i Dragster americani dove ottiene molti successi ma, stufo della categoria, decide di passare alle corse in circuito nel 1968 a Indianapolis. Debutta subito con un incidente e l'anno dopo corre nella Formula 5000 dove conosce Ted Field che rimane affascinato dal suo stile di guida e lo ingaggia nella sua scuderia. Il binomio continua e nel 1978 Ongais vince 5 gare della Formula Indy dopo aver segnato 8 pole position ed esser stato al comando di tutte le gare contro piloti quali Andretti, Foyt, i fratelli Unser e Sneva ma non riesce a vincere il campionato a causa della fragilità tecnica della sua monoposto che spesso lo costringe a ritirarsi.

### Formula 1
In Formula 1 debutta nel 1977 con una Penske schierata dal team Interscope. Prende il via alle gare di Watkins Glen e Mosport, nella prima si ritira dopo una buona rimonta mentre nella seconda gara, in Canada, arriva 7º a 2 giri. Nel 1978 disputa due corse con una Ensign dove però non ottiene particolari risultati così prova a passare nel team Shadow ma lì addirittura non riesce nemmeno a qualificarsi per la gara. "On the gas" chiude la sua carriera in Formula 1 per concentrarsi sulla Indycar.

### Il ritorno negli Stati Uniti
Nel 1981 sul famoso catino dell'Indiana ottiene il 3º tempo in prova e prende quasi subito la testa della gara per poi rimescolarsi nel gruppo degli inseguitori per risparmiare il mezzo meccanico in attesa di sferrare l'attacco finale, ma la sua vettura accusa un problema tecnico. Danny compie uno degli incidenti più spettacolari e pericolosi della storia, ne uscirà vivo ma con una gamba più corta di 5 centimetri.
Dopo essersi rimesso fisicamente, nel 1982 partecipa con una Lola del team Interscope alla serie IMSA. Vince 2 gare con il suo boss Ted Field. Chiude con le corse fino al 1987 dove si presenta ad Indianapolis all'età di 45 anni con il team Penske. Sbatte, rimane in coma e viene sostituito da Al Unser che vince la gara.
Ci riprova ancora dopo nove anni sostituendo Brayton rimasto ucciso nelle prove. Alla terza curva è già in testacoda ma rimonta e segna il giro più veloce.

### La fine della carriera
All'età di 56 l'ultima chance di Danny. Sbatte in prova e si procura una commozione cerebrale. Chiude la carriera nella Indycar.
L'ultima sua apparizione al volante di una vettura da competizione risale al 2002 alla guida di una Norma, sul tracciato di Daytona sul quale vinse nel 1979 con una Porsche del team Interscope e con Ted Field come compagno di abitacolo.
È stato il primo pilota nativo Hawaiano al volante di una monoposto nella storia della F1.

## Risultati

### Formula 1
| 1977 | Scuderia          | Vettura    |  |  |  |  |  |  |  |  |  |  |  |  |  |  |     |   |  | Punti | Pos. |
| ---- | ----------------- | ---------- |  |  |  |  |  |  |  |  |  |  |  |  |  |  | --- | - |  | ----- | ---- |
| 1977 | Interscope Racing | Penske PC4 |  |  |  |  |  |  |  |  |  |  |  |  |  |  | Rit | 7 |  | 0     |      |

| 1978 | Scuderia                             | Vettura                 |     |     |  |     |  |  |  |  |  |  |  |  |     |  |  |  |  | Punti | Pos. |
| ---- | ------------------------------------ | ----------------------- | --- | --- |  | --- |  |  |  |  |  |  |  |  | --- |  |  |  |  | ----- | ---- |
| 1978 | Team Tissot Ensign Interscope Racing | Ensign MN177 Shadow DN9 | Rit | Rit |  | NPQ |  |  |  |  |  |  |  |  | NPQ |  |  |  |  | 0     |      |

| Legenda | 1º posto     | 2º posto | 3º posto    | A punti         | Senza punti/Non class.  | Grassetto – Pole position Corsivo – Giro più veloce |
| Legenda | Squalificato | Ritirato | Non partito | Non qualificato | Solo prove/Terzo pilota | Grassetto – Pole position Corsivo – Giro più veloce |

### Campionato internazionale sportprototipi
| 1971 | Scuderia    | Vettura      | Argentina (bandiera) | Stati Uniti (bandiera) | Stati Uniti (bandiera) | Regno Unito (bandiera) | Italia (bandiera) | Belgio (bandiera) | Italia (bandiera) | Germania Ovest (bandiera) | Francia (bandiera) | Austria (bandiera) | Stati Uniti (bandiera) |
| ---- | ----------- | ------------ | -------------------- | ---------------------- | ---------------------- | ---------------------- | ----------------- | ----------------- | ----------------- | ------------------------- | ------------------ | ------------------ | ---------------------- |
| 1971 | Ed Matthews | Ford Mustang |                      | Rit                    |                        |                        |                   |                   |                   |                           |                    |                    |                        |

### Campionato del mondo sportprototipi
Fino al 1982 il Campionato del mondo sportprototipi non prevedeva la classifica piloti.
| 1977 | Scuderia                      | Vettura                                   | Stati Uniti (bandiera) | Italia (bandiera)      | Francia (bandiera)        | Italia (bandiera)         | Regno Unito (bandiera) | Germania Ovest (bandiera) | Italia (bandiera)         | Italia (bandiera)         | Stati Uniti (bandiera) | Portogallo (bandiera)  | Francia (bandiera)     | Canada (bandiera)      | Italia (bandiera)      | Austria (bandiera)     | Regno Unito (bandiera) | Regno Unito (bandiera) | Italia (bandiera)      | Punti | Pos. |
| ---- | ----------------------------- | ----------------------------------------- | ---------------------- | ---------------------- | ------------------------- | ------------------------- | ---------------------- | ------------------------- | ------------------------- | ------------------------- | ---------------------- | ---------------------- | ---------------------- | ---------------------- | ---------------------- | ---------------------- | ---------------------- | ---------------------- | ---------------------- | ----- | ---- |
| 1977 | Interscope Racing             | Porsche 911 Carrera RSR Turbo Porsche 934 | 53                     |                        |                           |                           |                        |                           |                           |                           | 5                      |                        |                        |                        |                        |                        |                        |                        |                        | -     | -    |
| 1978 | Scuderia                      | Vettura                                   | Stati Uniti (bandiera) | Stati Uniti (bandiera) | Italia (bandiera)         | Stati Uniti (bandiera)    | Francia (bandiera)     | Regno Unito (bandiera)    | Germania Ovest (bandiera) | Francia (bandiera)        | Italia (bandiera)      | Stati Uniti (bandiera) | Stati Uniti (bandiera) | Italia (bandiera)      | Stati Uniti (bandiera) |                        |                        |                        |                        | Punti | Pos. |
| 1978 | Interscope Racing             | Porsche 935/77A                           | 56                     |                        |                           |                           |                        |                           |                           |                           |                        |                        | Rit                    |                        |                        |                        |                        |                        |                        | -     | -    |
| 1979 | Scuderia                      | Vettura                                   | Stati Uniti (bandiera) | Stati Uniti (bandiera) | Italia (bandiera)         | Stati Uniti (bandiera)    | Francia (bandiera)     | Stati Uniti (bandiera)    | Regno Unito (bandiera)    | Germania Ovest (bandiera) | Francia (bandiera)     | Italia (bandiera)      | Stati Uniti (bandiera) | Stati Uniti (bandiera) | Belgio (bandiera)      | Regno Unito (bandiera) | Stati Uniti (bandiera) | Italia (bandiera)      | El Salvador (bandiera) | Punti | Pos. |
| 1979 | Interscope Racing             | Porsche 935/79 Porsche 935/77A            | 1                      | Rit                    |                           |                           |                        |                           |                           |                           |                        |                        |                        | Rit                    |                        |                        |                        |                        |                        | -     | -    |
| 1980 | Scuderia                      | Vettura                                   | Stati Uniti (bandiera) | Regno Unito (bandiera) | Stati Uniti (bandiera)    | Italia (bandiera)         | Italia (bandiera)      | Stati Uniti (bandiera)    | Regno Unito (bandiera)    | Germania Ovest (bandiera) | Francia (bandiera)     | Stati Uniti (bandiera) | Stati Uniti (bandiera) | Belgio (bandiera)      | Canada (bandiera)      | Stati Uniti (bandiera) | Italia (bandiera)      | Francia (bandiera)     |                        | Punti | Pos. |
| 1980 | Interscope Racing             | Porsche 935/77 Porsche 935 K3/80          | NP                     |                        |                           |                           |                        |                           |                           |                           |                        |                        | Rit                    |                        | 3                      |                        |                        |                        |                        | -     | -    |
| 1980 | Porsche Kremer Racing         | Porsche 935 K3                            |                        |                        |                           |                           |                        |                           |                           |                           | Rit                    |                        |                        |                        |                        |                        |                        |                        |                        | -     | -    |
| 1981 | Scuderia                      | Vettura                                   | Stati Uniti (bandiera) | Stati Uniti (bandiera) | Italia (bandiera)         | Italia (bandiera)         | Stati Uniti (bandiera) | Regno Unito (bandiera)    | Germania Ovest (bandiera) | Francia (bandiera)        | Italia (bandiera)      | Stati Uniti (bandiera) | Stati Uniti (bandiera) | Belgio (bandiera)      | Canada (bandiera)      | Stati Uniti (bandiera) | Regno Unito (bandiera) |                        |                        | Punti | Pos. |
| 1981 | Interscope Racing             | Porsche 935 K3/80                         | Rit                    | Rit                    |                           |                           | Rit                    |                           |                           |                           |                        |                        |                        |                        |                        |                        |                        |                        |                        | -     | -    |
| 1982 | Scuderia                      | Vettura                                   | Italia (bandiera)      | Regno Unito (bandiera) | Germania Ovest (bandiera) | Francia (bandiera)        | Belgio (bandiera)      | Italia (bandiera)         | Giappone (bandiera)       | Regno Unito (bandiera)    |                        |                        |                        |                        |                        |                        |                        |                        |                        | Punti | Pos. |
| 1982 | Porsche Kremer Racing         | Porsche-Kremer CK5                        |                        |                        |                           | Rit                       |                        |                           |                           |                           |                        |                        |                        |                        |                        |                        |                        |                        |                        | 0     | NC   |
| 1986 | Scuderia                      | Vettura                                   | Italia (bandiera)      | Regno Unito (bandiera) | Francia (bandiera)        | Germania Ovest (bandiera) | Regno Unito (bandiera) | Spagna (bandiera)         | Germania Ovest (bandiera) | Belgio (bandiera)         | Giappone (bandiera)    |                        |                        |                        |                        |                        |                        |                        |                        | Punti | Pos. |
| 1986 | Blaupunkt Joest Racing        | Porsche 962                               |                        |                        |                           | 9                         |                        |                           |                           |                           |                        |                        |                        |                        |                        |                        |                        |                        |                        | 2     | 70º  |
| 1988 | Scuderia                      | Vettura                                   | Spagna (bandiera)      | Spagna (bandiera)      | Italia (bandiera)         | Regno Unito (bandiera)    | Francia (bandiera)     | Rep. Ceca (bandiera)      | Regno Unito (bandiera)    | Germania Ovest (bandiera) | Belgio (bandiera)      | Giappone (bandiera)    | Australia (bandiera)   |                        |                        |                        |                        |                        |                        | Punti | Pos. |
| 1988 | Italya Sport Team Le Mans Co. | March 88S                                 |                        |                        |                           |                           | Rit                    |                           |                           |                           |                        |                        |                        |                        |                        |                        |                        |                        |                        | 0     | NC   |

### 24 Ore di Le Mans
| Anno | Classe    | N° | Gomme | Vettura                                               | Squadra                                 | Co-piloti                                | Giri | Pos. Assol. | Pos. di Classe |
| ---- | --------- | -- | ----- | ----------------------------------------------------- | --------------------------------------- | ---------------------------------------- | ---- | ----------- | -------------- |
| 1980 | Gr.5 +2.0 | 41 | D     | Porsche 935 K3 Porsche 3.0L Turbo Boxer-6             | Porsche Kremer Racing                   | Frederick "Ted" Field Jean-Louis Lafosse | 89   | DNF         | DNF            |
| 1982 | C         | 5  | G     | Porsche-Kremer CK5 Porsche Type-935 2.3L Turbo Flat-6 | Porsche Kremer Racing                   | Frederick "Ted" Field Bill Whittington   | 25   | DNF         | DNF            |
| 1988 | C1        | 85 | Y     | March 88S Nissan VG30ET 3.2L Turbo V6                 | Italiya Sport Giappone Team Le Mans Co. | Michel Trollé Toshio Suzuki              | 74   | DNF         | DNF            |

### 12 Ore di Sebring
| Anno    | Scuderia                      | Costruttore | Vettura           | Numero | Categoria    | Classe | Co-Pilota                            | Giri | Risultato di classe | Risultato assoluto |
| ------- | ----------------------------- | ----------- | ----------------- | ------ | ------------ | ------ | ------------------------------------ | ---- | ------------------- | ------------------ |
| 1977    | Vasek Polak Interscope Racing | Porsche     | Porsche 934/5     | 0      | Gran Turismo | GTO    | Frederick "Ted" Field Hurley Haywood | 218  | 5°                  | 5°                 |
| 1979    | Interscope Racing             | Porsche     | Porsche 935/77A   | 00     | Gran Turismo | GTX    | Frederick "Ted" Field                | 120  | Rit                 | Rit                |
| 1980    | Interscope Racing             | Porsche     | Porsche 935K3/80  | 0      | Gran Turismo | GTX    | Frederick "Ted" Field                | 250  | 2°                  | 2°                 |
| 1981    | Interscope Racing             | Porsche     | Porsche 935 K3/80 | 0      | Gran Turismo | GTX    | Frederick "Ted" Field                | 117  | Rit                 | Rit                |
| 1982    | Interscope Racing             | Porsche     | Porsche 935 K3/80 | 00     | Gran Turismo | GTP    | Frederick "Ted" Field                | 187  | Rit                 | Rit                |
| 1987    | Joest Racing                  | Porsche     | Porsche 962       | 0      | Gran Turismo | GTP    | Sarel van der Merwe Louis Krages     | 281  | 4°                  | 4°                 |
| Legenda |                               |             |                   |        |              |        |                                      |      |                     |                    |

### USAC Championship Car
| Anno    | Squadra            | Telaio         | Motore   | 1       | 2     | 3      | 4     | 5       | 6       | 7      | 8      | 9     | 10     | 11     | 12    | 13     | 14     | 15     | 16     | 17    | 18    | 19  | 20  | 21  | 22  | 24  | 25  | 26  | 27  | 28  | 29  | Punti | Pos. |
| ------- | ------------------ | -------------- | -------- | ------- | ----- | ------ | ----- | ------- | ------- | ------ | ------ | ----- | ------ | ------ | ----- | ------ | ------ | ------ | ------ | ----- | ----- | --- | --- | --- | --- | --- | --- | --- | --- | --- | --- | ----- | ---- |
| 1968    | Mickey Thompson    | Thompson       | Chevy    | HAN NQ  | LVS   | PHX NQ | TRE   |         |         |        |        |       |        |        |       |        |        |        |        |       |       |     |     |     |     |     |     |     |     |     |     | 0     | NC   |
| 1968    | City of Long Beach | -              | -        |         |       |        |       | INDY NQ | MIL     | MOS    | MOS    | LAN   | PPR    | CDR    | NAZ   | IRP    | IRP    | LAN    | LAN    | MTR   | MTR   | ILL | MIL | DUQ | INF | TRE | SAC | MCH | HAN | PHX | RSD | 0     | NC   |
| 1971    | Shelby Performance | -              | -        | RAF     | RAF   | PHX NQ | TRE   | INDY    | MIL     | POC    | MCH    | MIL   | ONT    | TRE    | PHX   |        |        |        |        |       |       |     |     |     |     |     |     |     |     |     |     | 0     | NC   |
| 1976    | Interscope Racing  | Parnelli       | Cosworth | PHX     | TRE   | INDY   | MIL   | TRE     | MCH     | TWS    | TRE    | MIL   | ONT 28 | MCH    | TWS   | PHX    |        |        |        |       |       |     |     |     |     |     |     |     |     |     |     | 0     | NC   |
| 1977    | Interscope Racing  | Parnelli VPJ6B | Cosworth | ONT 7   | PHX 5 | TWS 13 | TRE   | INDY 20 | MIL 17  | POC 23 | MOS 15 | MCH 1 | TWS 13 | MIL 21 | ONT 8 | MCH 17 | PHX 12 |        |        |       |       |     |     |     |     |     |     |     |     |     |     | 935   | 12º  |
| 1978    | Interscope Racing  | Parnelli VPJ6B | Cosworth | PHX 12  | ONT 1 | TWS 1  | TRE 4 | INDY 18 | MOS 1   | MIL 16 | POC 19 | MCH 6 | ATL 21 | TWS NP | MIL 1 | ONT 12 | MCH 1  | TRE 15 | SIL 15 | BRH 9 | PHX 4 |     |     |     |     |     |     |     |     |     |     | 2662  | 8º   |
| 1979    | Interscope Racing  | Parnelli VPJ6B | Cosworth | ONT     | TWS   | INDY 4 | MIL   | POC 12  | TWS     | MIL    |        |       |        |        |       |        |        |        |        |       |       |     |     |     |     |     |     |     |     |     |     | 0     | NC   |
| 1981-82 | Interscope Racing  | Interscope 022 | Cosworth | INDY 27 | POC   | ILL    | DUQ   | ISF     | INDY 22 |        |        |       |        |        |       |        |        |        |        |       |       |     |     |     |     |     |     |     |     |     |     | 0     | NC   |

### CART
| Anno | Squadra           | Telaio         | Motore    | 1      | 2       | 3        | 4      | 5      | 6      | 7      | 8      | 9      | 10     | 11     | 12     | 13     | 14     | 15     | 16     | 17  | Punti | Pos. |
| ---- | ----------------- | -------------- | --------- | ------ | ------- | -------- | ------ | ------ | ------ | ------ | ------ | ------ | ------ | ------ | ------ | ------ | ------ | ------ | ------ | --- | ----- | ---- |
| 1979 | Interscope Racing | Parnelli VPJ6B | Cosworth  | PHX 15 | ATL 14  | ATL 6    | INDY 4 | TRE 7  | TRE 6  | MCH 18 | MCH 12 | WGL 4  | TRE 13 | ONT 6  | MCH NP | ATL 15 | PHX 17 |        |        |     | 1473  | 6º   |
| 1980 | Interscope Racing | Parnelli VPJ6B | Cosworth  | ONT    | INDY 7  | MIL 24   | POC 18 | MDO 21 | MCH 21 | WGL 3  | MIL    | ONT 19 | MCH 11 | MEX 24 | PHX    |        |        |        |        |     | 601   | 15º  |
| 1983 | Interscope Racing | March 83C      | Cosworth  | ATL    | INDY 21 |          |        |        |        |        |        |        |        |        |        |        |        |        |        |     | 14    | 20º  |
| 1983 | Patrick Racing    | Wildcat Mk9    | Cosworth  |        |         | MIL 12   | CLE 28 | MCH 23 | ROA 18 | POC 24 | RIV 10 | MDO 5  | MCH    | CPL    | LAG    | PHX    |        |        |        |     | 14    | 20º  |
| 1984 | Interscope Racing | March 84C      | Cosworth  | LBH NQ | PHX 5   | INDY 9   | MIL 10 | POR 11 | MEA 18 | CLE 28 | MCH 24 | ROA    | POC 5  | MDO    | SAN 23 | MCH 3  | PHX 5  | LAG 21 | CPL 17 |     | 53    | 10º  |
| 1985 | Interscope Racing | March 85C      | Cosworth  | LBH NQ | INDY 17 | MIL      | POR    | MEA    | CLE    | MCH 20 | ROA    | POC 22 | MDO    | SAN    | MCH 7  | LAG    | PHX 14 | MIA 6  |        |     | 14    | 24º  |
| 1986 | March Engineering | March 86C      | Buick     | PHX    | LBH     | INDY 23  | MIL    | POR    | MEA    | CLE    | TOR    | MCH    | POC    | MDO    | SAN    | MCH    | ROA    | LAG    | PHX    | MIA | 0     | NC   |
| 1987 | Interscope Racing | Penske PC16    | Chevrolet | LBH    | PHX     | INDY INF | MIL    | POR    | MEA    | CLE    | TOR    |        |        |        |        |        |        |        |        |     | 0     | 42º  |
| 1987 | Interscope Racing | March 87C      | Cosworth  |        |         |          |        |        |        |        |        | MCH 17 | POC    | ROA    | MDO    | NAZ NQ | LAG    | MIA 27 |        |     | 0     | 42º  |

### IndyCar
| Anno      | Squadra              | Telaio      | Motore     | 1   | 2   | 3       | 4      | 5    | 6   | 7   | 8    | 9   | 10  | 11  | Punti | Posizione |
| --------- | -------------------- | ----------- | ---------- | --- | --- | ------- | ------ | ---- | --- | --- | ---- | --- | --- | --- | ----- | --------- |
| 1996      | Team Menard          | Lola T95/00 | Menard     | WDW | PHX | INDY 7  |        |      |     |     |      |     |     |     | 28    | 29º       |
| 1996-1997 | Chitwood Motorsports | Dallara IR7 | Oldsmobile | NHM | LVS | WDW 13  | PHX NQ | INDY | TXS | PPI | CLT  | NHM | LVS |     | 22    | 42º       |
| 1998      | Team Pelfrey         | Dallara IR8 | Oldsmobile | WDW | PHX | INDY NQ | TXS    | NHM  | DOV | CLT | PPIR | ATL | TXS | LVS | 0     | NC        |

### 500 Miglia di Indianapolis
| Anno   | N° auto | Partito | Media qualifica | Finito | Giri | Giri in testa | Causa ritiro  |
| ------ | ------- | ------- | --------------- | ------ | ---- | ------------- | ------------- |
| 1977   | 25      | 7º      | 193.040         | 20º    | 90   | 0             | Intestazione  |
| 1978   | 25      | 27º     | 200.122         | 4º     | 145  | 71            | Pistone       |
| 1979   | 25      | 2º      | 188.009         | 18º    | 199  | 0             | /             |
| 1980   | 25      | 16º     | 186.606         | 7º     | 199  | 0             | /             |
| 1981   | 25      | 21º     | 197.694         | 27º    | 64   | 4             | Incidente     |
| 1982   | 25      | 9º      | 199.148         | 22º    | 62   | 1             | Incidente     |
| 1983   | 25      | 21º     | 202.320         | 21º    | 101  | 0             | Manipolazione |
| 1984   | 25      | 11º     | 203.978         | 9º     | 193  | 3             | /             |
| 1985   | 25      | 17º     | 207.220         | 17º    | 141  | 0             | Motore        |
| 1986   | 25      | 16º     | 209.158         | 23º    | 136  | 0             | Accensione    |
| 1987   | 25      | NP      | -               | NP     | -    | -             | /             |
| 1996   | 32      | 33º     | 233.718         | 7º     | 197  | 0             | /             |
| 1998   | 32      | NQ      | -               | NQ     | -    | -             | /             |
| Totale | Totale  | Totale  | Totale          | Totale | 1527 | 79            |               |